# Erich Meng
Erich Meng (Idar, 8 februari 1912 – Nancy, 18 juni 1940) was een Duitse voetballer. 

## Biografie
Meng begon zijn carrière in 1932 bij Hannoverscher SV 96 in de Oberliga Südhannover-Braunschweig en werd er derde. Hierna werd de competitie geherstructureerd en ging de club in de Gauliga Niedersachsen spelen. In 1935 werden ze kampioen en nam de club deel aan de nationale eindronde, ondanks 10 doelpunten in vijf van de zes wedstrijden moest Hannover de groepszege aan FC Schalke 04 laten. 
In 1938 werd de club opnieuw kampioen. In de groepsfase van de eindronde speelde hij alle zes wedstrijden die allemaal gewonnen werden. In de halve finale versloeg de club Hamburger SV en in de finale in het Berlijnse Olympiastadion trof de club Schalke, dat de afgelopen vier seizoenen drie keer de landstitel veroverd had. Nadat Schalke 0-2 voor kwam maakte zijn broer Richard de aansluitingstreffer. Het werd nog 2-3 en in de 87ste minuut was het Erich die de gelijkmaker binnen trapte. Ook de verlengingen brachten geen soelaas waardoor een week later voor bijna 95.000 toeschouwers een replay gespeeld werd. Ook nu kwam het tot verlengingen, In de 117de minuut maakte Meng de 4-3 en bezorgde Hannover zo zijn eerste landstitel. Hierna vercheen hij op de cover van het voetbalmagazine Kicker. De volgende twee jaar verhinderde VfL Osnabrück de club om nog deel te nemen aan de nationale eindronde. 
Na het uitbreken van de Tweede Wereldoorlog ging hij het leger in. Hij sneuvelde op 18 juni 1940 aan het Westfront. 